# Invasió mongola de la Rus de Kíev
La invasió mongola de la Rus de Kíev va començar a l'estat medieval de la Rus de Kíev per un exèrcit de 20.000 mongols nòmades sota el comandament de Subotai i Djebé, que a la batalla del riu Kalka a 1223 va derrotar les forces de diversos prínceps de Kíev. Quinze anys després, Batu Kan va portar a terme una invasió a gran escala entre els anys 1237 i 1240. L'ocupació va precipitar la fragmentació del principat i va influir en el desenvolupament de la posterior història russa, incloent l'auge del Principat de Moscou.

## Context

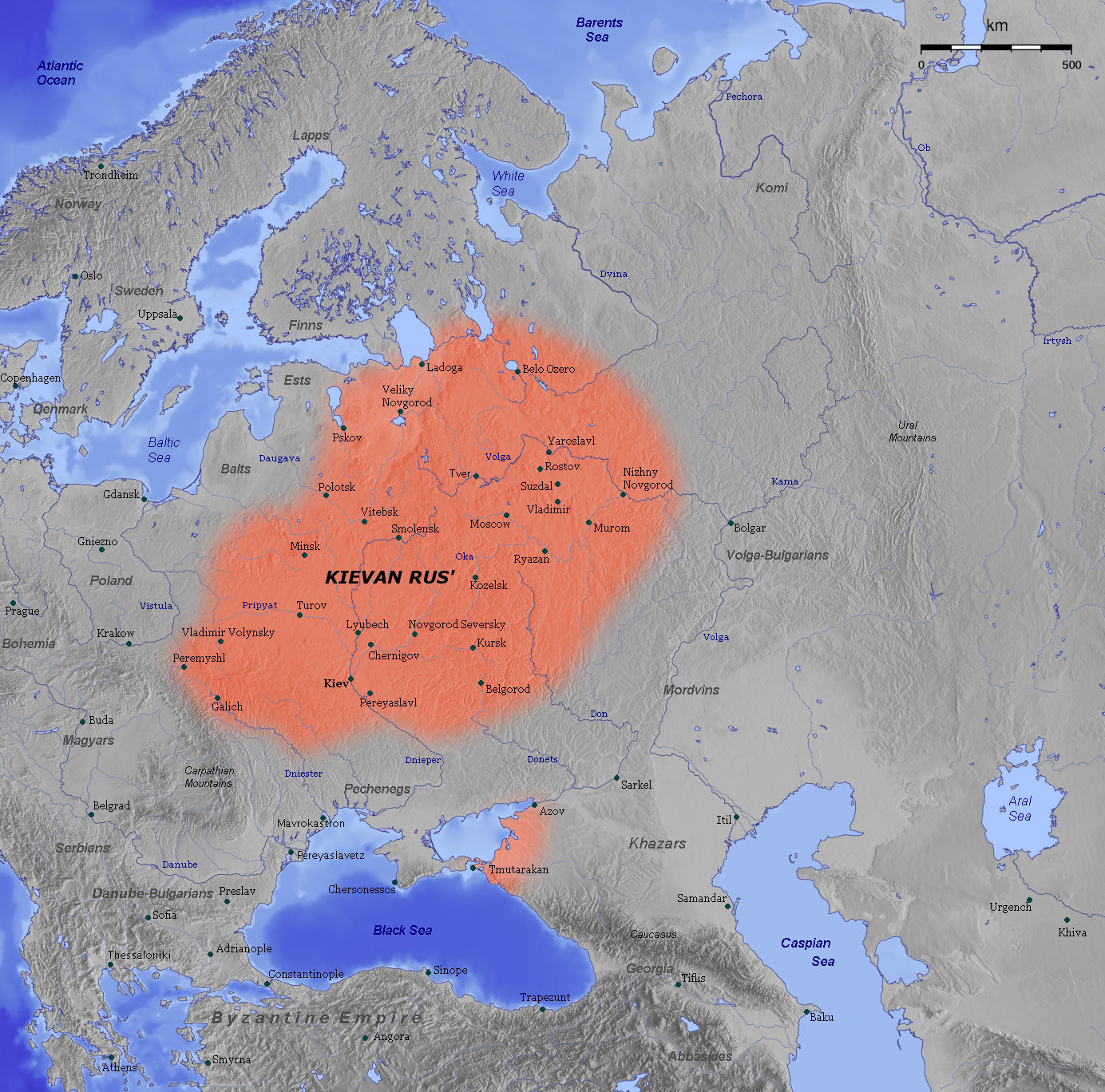
Principat de Kiev

Els prínceps eslaus orientals van sentir parlar dels guerrers mongols per primera vegada a través dels nòmades cumans, que fins llavors havien saquejat sovint els colons russos de les fronteres, però que llavors van preferir mostrar-se amistosos. Deien: Aquests terribles estrangers han pres el nostre país, i demà prendran el vostre si no veniu i ens ajudeu. En resposta a aquesta crida, Mstislav Mstislàvitx i Mstislav III de Kíev van crear una aliança i van acudir a l'est per combatre l'adversari, però van ser rotundament derrotats a la batalla del riu Kalka en 1223, una derrota que s'ha mantingut des d'aleshores en la memòria del poble rus.
Llavors el país estava a mercè dels invasors, però en comptes d'avançar es van replegar inexplicablement i no van reaparèixer fins quinze anys després, durant els quals els prínceps van reprendre les seves lluites intestines de costum, fins que van ser sorpresos de nou per una invasió molt més formidable que l'anterior.

## Batu Kan

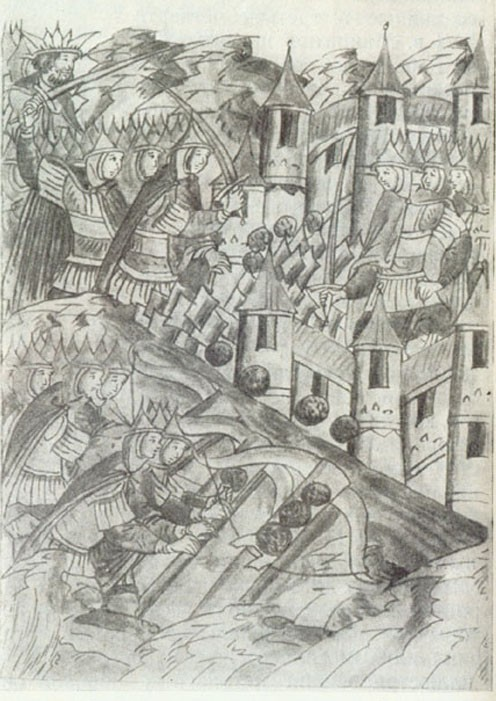
Setge de Kozelsk el 1239 per Batu KhanBatu Kan.

Les hordes mongoles, al voltant de 150.000 homes a les ordres de Batu Kan i Subotai, van travessar el riu Volga i van envair la Bulgària del Volga la tardor de 1236. Els va prendre un any extingir la resistència dels búlgars de Volga, Cumans i Alans.
El novembre de 1237, Batu Kan va enviar els seus ambaixadors a la cort de Iuri II Vsevolodovitx de Vladímir a exigir la seva submissió. Un mes més endavant, els mongols van assetjar Riazan, que després de sis dies de batalla va ser aniquilada totalment, i ja no es va reconstruir. Alarmat per les notícies, Iuri II va enviar els seus fills per detenir els invasors, però van ser derrotats. Arrasades Kolomna i Moscou, l'horda va assetjar Vladímir el 4 de febrer de 1238. Tres dies després, la capital de Vladímir-Suzdal va ser presa i cremada. El príncep va creuar el Volga després de reunir un nou exèrcit, que va ser exterminat totalment pels mongols a la batalla del riu Sit el 4 de març.
Batu Kan va dividir el seu exèrcit en tres columnes, que van atacar catorze ciutats de Rússia, la més difícil de prendre va ser la petita ciutat de Kozelsk, on un noi, el principat Vasily, fill de Titus, va resistir durant set setmanes, matant 4.000 mongols. Les úniques ciutats que van escapar de la destrucció van ser Nóvgorod i Pskov. Refugiats de Rus meridional van fugir al nord-est, a la regió boscosa situada entre el Volga i l'Oka.
L'estiu de 1238, Batu Kan va devastar Crimea i pacificar Mordòvia. L'hivern de 1239, va saquejar Txernihiv i Pereiàslav. Després de molts dies de setge, va prendre Kíev el desembre de 1240. Malgrat la resistència ferotge del príncep Daniel de Galítsia, Batu Kan va conquistar dues de les seves ciutats, Hàlytx i Volodímir abans d'envair Hongria i Polònia.

## L'edat tàrtara

Territori de l'Horda d'Or a 1389. Sarai Batu està marcada per una estrella.

Els invasors van decidir romandre, i van construir una capital, anomenada Vella Sarai, al costat del riu Volga. Van anomenar als territoris conquerits l'Horda d'Or, com a secció occidental de l'imperi mongol, sota la majestat del Kan qui vivia amb la Gran Horda a la vall del riu Orkhon del riu Amur. En Sarai tenien els seus caps i des d'allà van sotmetre Rússia durant gairebé tres segles.
El terme pel qual es coneix comunament aquesta època, el "jou mongol o tàrtar", suggereix l'existència d'una gran opressió, però en realitat aquests invasors nòmades de Mongòlia no eren cruels ni opressius en excés: mai es van instal·lar al país i tenien poc tracte directe amb els seus habitants. D'acord amb les advertències de Genguis Kan als seus fills i nets, van conservar la seva forma de vida nòmada, de manera que no pertorbaven els habitants de les ciutats en la seva vida diària.
En matèria religiosa eren extremadament tolerants. Quan van aparèixer a Europa eren xamanista, i com a tals no tenien cap fanatisme religiós. Després d'adoptar l'islam van seguir sent tan tolerants com abans, i el kan de l'Horda d'Or va permetre als russos de mantenir un patriarca cristià en el seu capital. Mig segle més tard, Nogai Noyan es va casar amb la filla (bastarda) de l'emperador romà d'Orient i va lliurar la seva pròpia filla a un príncep rus, Teodor el negre. Hi ha historiadors moderns (el més conegut Lev Gumilev) que fins i tot afirmen que no va ser una invasió forçada: segons ells, els prínceps russos van concloure una aliança defensiva amb l'Horda per rebutjar els atacs dels fanàtics cavallers teutons, que plantejaven una amenaça molt major a la religió i la cultura russes.
Aquest és el costat favorable del domini mongol. El seu costat pitjor era a les invasions que passaven cada vegada que els nòmades acampaven a la frontera. Encara que aquestes invasions no eren freqüents, quan passaven causaven una quantitat incalculable de devastació i patiment. En els intervals la gent havia de pagar un tribut fix, que al principi era recollit per recaptadors tàrtars de manera aleatòria, però que el 1259 va ser regulada per un cens de població, i finalment la seva col·lecta fou confiada als prínceps nadius, de manera que la gent no tingués contacte directe amb els funcionaris mongols.

## Influència
La influència de la invasió mongola en els territoris del principat de Kíev va ser desigual: centres com Kíev mai es van recuperar de la devastació de l'atac inicial, en canvi, la República de Nóvgorod va aconseguir tirar endavant, i altres entitats noves, les ciutats de Moscou i Tver, van començar a prosperar sota els mongols. Encara que les forces russes van derrotar a l'Horda d'Or a la batalla de Kulikov en 1380, el domini mongol de part dels territoris de Kíev, amb pagament obligat de tributs, va continuar fins a la gran batalla del riu Ugra el 1480.
Un nombre significatiu d'historiadors russos considera l'opressió de Kíev com la causa principal del que a vegades s'anomena "el salt Est-Oest": aproximadament 200 anys de retard a introduir reformes socials, polítiques i econòmiques importants i innovacions científiques a Rússia en comparació amb Europa occidental. Alguns afirmen que el jou va tenir una influència destructiva severa en el sistema de lleis no escrites que regulaven la vida diària de la societat, per exemple, Valeriya Novodvorskaya esmenta que la pena de mort, l'empresonament a llarg termini i les tortures no havien existit en Kíev abans que els mongols van envair el país. D'altra banda, la meitat de la població va morir durant la invasió.
Els historiadors han discutit la influència a llarg termini del règim mongol en la societat de Kíev. Han culpat als mongols per la destrucció del principat de Kíev, la desintegració del seu en tres components, i la introducció del despotisme oriental a Rússia. Però alguns historiadors convenen que el principat no era una entitat política, cultural, o ètnica homogènia i que els mongols van accelerar simplement la fragmentació que havia començat abans de la invasió. Els historiadors també acrediten al règim mongol un paper important en el desenvolupament del principat de Moscou com a estat. Sota ocupació mongola, per exemple, Moscòvia va desenvolupar la seva xarxa postal, el cens, el sistema fiscal, i l'organització militar.
Certament, pot ser discutida (i ho és sovint) l'afirmació que sense la destrucció mongola de Kíev no hauria prosperat Moscou i posteriorment l'Imperi Rus. Les rutes comercials amb l'Est van venir a través de les terres de Kíev, convertint-lo en un centre per al comerç entre els dos mons. La influència mongola, encara que va ser destructiva en extrem per als seus enemics, va tenir un efecte significatiu a llarg termini en la pujada de Rússia, Ucraïna i de Belarús modernes.

## Successors de l'Horda d'Or
Els mongols van ser succeïts pels kanats de Kazan, Astracan, Crimea i Sibèria, així com per l'Horda Nogai, tots ells conquerits finalment per l'Imperi Rus.